# إبورية
إبورية (الاسم العلمي Eburia)، جنس خنافس من فصيلة الخنافس طويلة القرون ورتبة غمديات الأجنحة
. أنواعها عديدة.